# Perzen

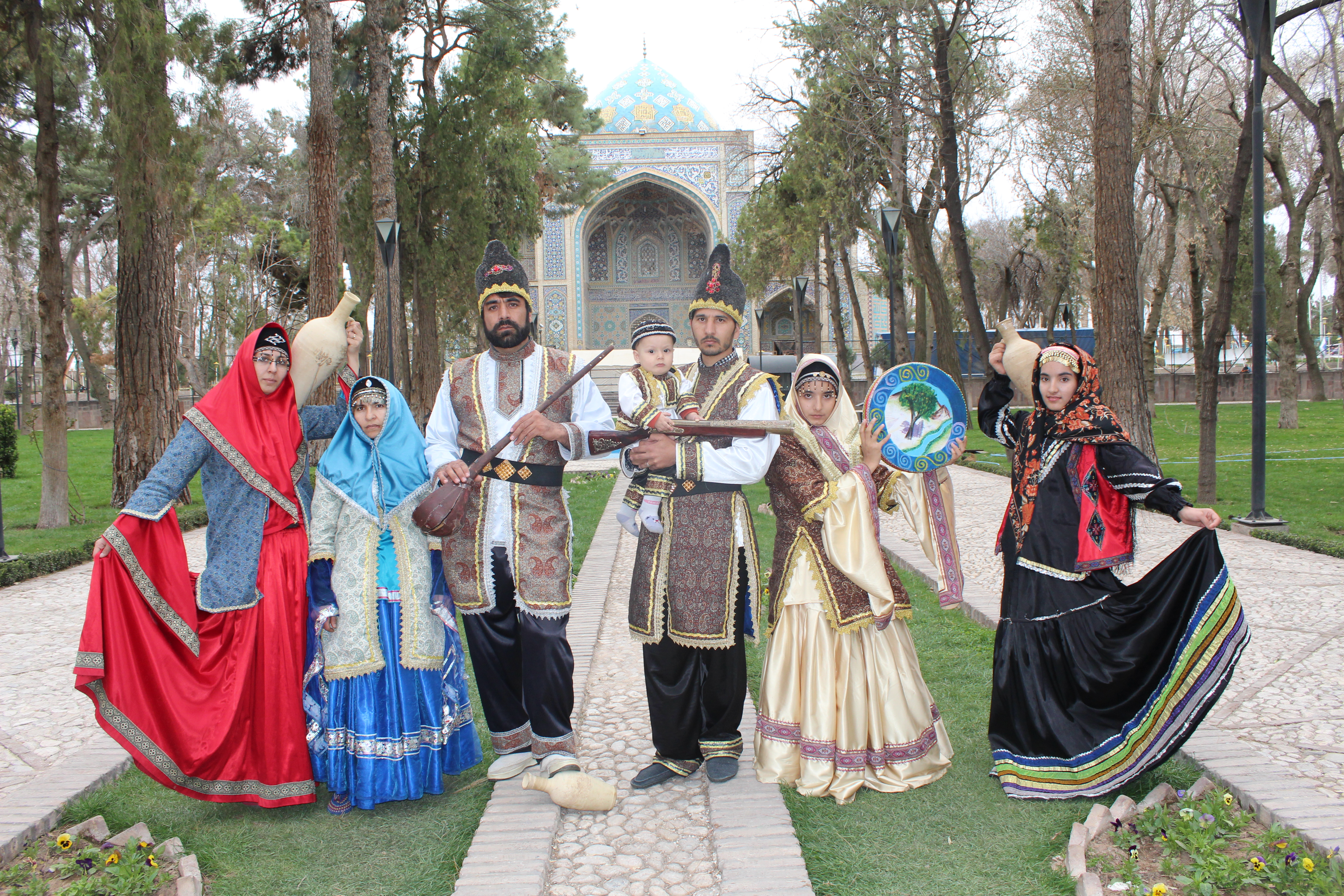
Perzische familie die traditionele kleding draagt

De Perzen ook wel Perziërs genoemd (Perzisch: فارسی‌زبانان, of پارسیان , Pasjtoe: پارسیوان of فارسیوان) vormen een Iraans volk dat hoofdzakelijk in Iran (Perzië), Afghanistan en Tadzjikistan woont. Het woord Perzen is afgeleid van de Griekse naam Persis voor de streek Fars in Zuid-Iran. Er is ook een grote Iraanse diaspora in andere delen van Azië, Noord-Amerika en Europa.
De Perzen stammen af van de Ariërs, een Indo-Iraans volk dat rond 1000 v.Chr. naar Iran en Centraal-Azië migreerde, en van de stammen van het Iraanse Plateau. Het eerste verslag van Perzen is een Assyrische inscriptie uit ongeveer 800 v.Chr.. Hierin wordt het volk Parsu genoemd. Ook een andere Arische groep wordt vermeld, Madai (Meden).
Iemand van Perzische afkomst noem je een Pers of een Perziër.
De taal van de Perzen, Perzisch, behoort tot de Indo-Iraanse taalfamilie.
De Tadzjieken uit Centraal-Azië vormen een met de Perzen verwant volk.
Volgens het CIA World Factbook van 2006, bestaat 51% van de huidige bevolking van Iran uit etnische Perzen; andere schattingen gaan uit van een percentage van 70%.
- In Nederland wonen ongeveer 31.064 Iraniërs (2009), vooral in grote steden als Amsterdam, Rotterdam, Den Haag en Utrecht.
- In Nederland wonen er ongeveer 49.122 Afghanen (2019)

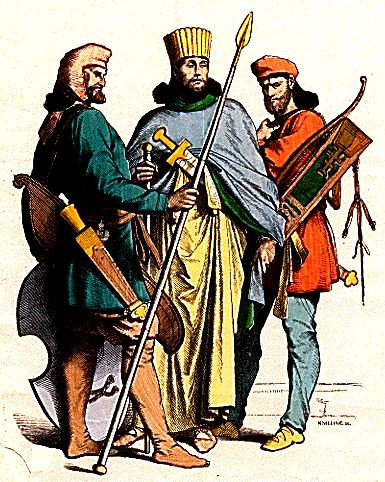
Kleding van een oud-Perzisch edelman en soldaten

- In Nederland wonen er ongeveer 474 Tadzjieken (2022)

## Literaire traditie
Vanouds worden de Perzen door het Westen gezien als bezitters van grote rijkdom en luxe, maar desondanks van twijfelachtig allooi door de absolute macht van hun koningen en de veronderstelde slaafse houding van al hun onderdanen. De Grieken (en later de Romeinen) vonden dat zijzelf het juiste midden hielden tussen die "verwijfde", cultureel zeer verfijnde oosterlingen enerzijds en de ruwe, beestachtige noorderlingen als Galliërs en Germanen anderzijds. Europeanen hadden volgens hen een meer egalitaire, sobere samenleving van echte vrije mannen. Deze gemeenplaats overleefde ruimschoots de oudheid.
Herodotos bericht ons al dat, toen de Spartaanse koning Pausanias rond 480/479 voor Christus de Perzische vorst Xerxes I uit Griekenland wist te verjagen, hij zo verbijsterd was over de luxe van 's konings tent, de tapijten, het eetgerei en het voedsel tegenover het verschil met zijn Spartaans maal, dat hij tegen de Griekse generaals uitriep:
"Wat een sufferds zijn die Perzen! Moet je deze rijkdom zien en toch gingen ze naar Griekenland om ons van een karig maaltje te beroven!"
Herodotus schrijft ook in zijn Historiën hoe Cyrus II, de zoon van Cambyses I en Mandane, Astyages' dochter, de Perzen leidt in hun opstand tegen de Meden. Astyages was de sjah der Meden, maar had zijn dochter met een onaanzienlijke Mediër laten trouwen en zijn kleinzoon willen vermoorden om een voorspelling waarbij hij de macht zou verliezen niet uit te laten komen en verloor nu toch zijn troon. De belangrijkste elf stammen van de Perzen die Cyrus verenigde noemt Herodotus op: Pasargadae, Maraphiërs, Maspiërs, Achaemenidae, Panthialaeanen, Derusiaeanen, Germanianen, Daanen, Mardianen, Dropicanen en Sagartianen (I, 125). 
Hoe gebrekkig de kennis van de Grieken over de Perzen ook geweest moge zijn - doorgaans noemden zij hen Meden - dit beeld bleef onder de westerse geletterden ook in de Middeleeuwen tot in de negentiende eeuw opgeld doen, waarna het een bijdrage aan de koloniale wereldbeschouwing van het oriëntalisme zou leveren.
Toch bestond er in de Hellenistische tijd ook een gunstiger beeld van de Perzen onder het gewone volk in de Levant. Magiërs (Perzische priesters) golden als wijze mannen met bovennatuurlijke kennis, waarvan drie de geboorte van Christus hadden voorspeld. Hun tulband-achtige hoeden zouden dan ook nog millennia een vast onderdeel zijn van de westerse afbeeldingen van tovenaars.
In de Hellenistische en in het begin van de Romeinse tijd waren echter niet de Perzen, maar de Parthen de heersers van Perzië. Toch bleven Europeanen hardnekkig van "Perzen" spreken en hielden vast aan hun beeld daarvan, zoals deze ode van Horatius uit 23 voor Christus, waarin de roos (symbool van liefde en geheimen) staat voor de gekunstelde, geniepige Pers en de mirte (symbool voor het huwelijk) voor de normale Romein, wel getuigt:
"Nee, mijn beste, van Perzische praal moet ik niks hebben,
hun rozenkransen als kronen, samengebonden met lindebast, doen mij niets.

Staak daarom uw zoektocht naar waar die ene late roos zijn verscheiden verbeidt,
als je niet zo het vuur uit de sloffen loopt voor die ene eenvoudige mirte.

Staak daarom uw overijverigheid, ik gebied het!
De mirtekrans misstaat noch u als bediende, noch mij drinkend tussen de dichtbegroeide wijnstokken."

## Perzische taal
De Perzische taal behoort tot de westelijke groep van de Iraanse tak van de Indo-Europese taalfamilie. Modern-Perzisch is geclassificeerd als een voortzetting van het Middel-Perzisch, de officiële religieuze en literaire taal van het Sassanidische rijk, dat zelf een voortzetting was van het Oud-Perzisch, dat werd gebruikt in de tijd van het Achaemenidische rijk. Oud-Perzisch is een van de oudste Indo-Europese talen waarvan de originele tekst blijkt. Monsters van Oud-Perzisch zijn ontdekt in het huidige Iran (Perzië), Armenië, Egypte, Irak, Roemenië (Gherla), en Turkije. De oudste geattesteerde tekst geschreven in het Oud-Perzisch is van de Behistun-inscriptie, een meertalige inscriptie uit de tijd van de Achaemenidische heerser Darius de Grote die op een klif in het westen van Iran is uitgehouwen.